# Rivulidae
Die Rivulidae (Latein: „rivus“= Bach, kleiner Fluss) sind eine Familie südamerikanischer Zahnkärpflinge  (Cyprinodontiformes). Sie umfassen 489 Arten in 39 Gattungen und sind damit die viertartenreichste Fischfamilie der Neotropis. Alle Arten dieser Familie gehören zu den eierlegenden Arten der Zahnkärpflinge. Sie bewohnen Pfützen, Tümpel, Rinnsale, Bäche sowie überschwemmte Gebiete. Etwas mehr als die Hälfte dieser Arten lebt in temporären Gewässern, wo sie die Trockenzeit im Ei-Stadium überleben, indem sie ihre Eier in den organischen Bodengrund des Gewässers legen. Wenige Arten dieser Familie leben in Brackwasser-Biotopen der Atlantikküste zwischen Florida und dem südlichen Brasilien.

## Merkmale
Die Familie Rivulidae umfasst kleine Fischarten, die je nach Art eine Länge von 3 bis 22 Zentimetern erreichen. Die meisten Arten bleiben allerdings kleiner als 10 Zentimeter. Die Männchen sind meist größer und wesentlich farbenprächtiger als die Weibchen. Zu den diagnostischen Merkmalen der Rivulidae zählen die durchgehenden Branchiostegal- und Kiemenmembranen, das auf dem Präoperculum reduzierte sensorische System und verschiedene Merkmale der Schädel- und Flossenmorphologie. Wie bei den Nothobranchiidae, ihren Verwandten aus der Alten Welt, gibt es unter den Rivulidae zahlreiche Saisonfische, die Kleinstgewässer bewohnen, welche regelmäßig austrocknen.

## Systematik
Die Gruppe wurde im Jahr 1925 durch den amerikanischen Ichthyologen George Sprague Myers als Tribus Rivulini (Familie Cyprinodontidae) wissenschaftlich eingeführt und erst später zu einer eigenständigen Familie.

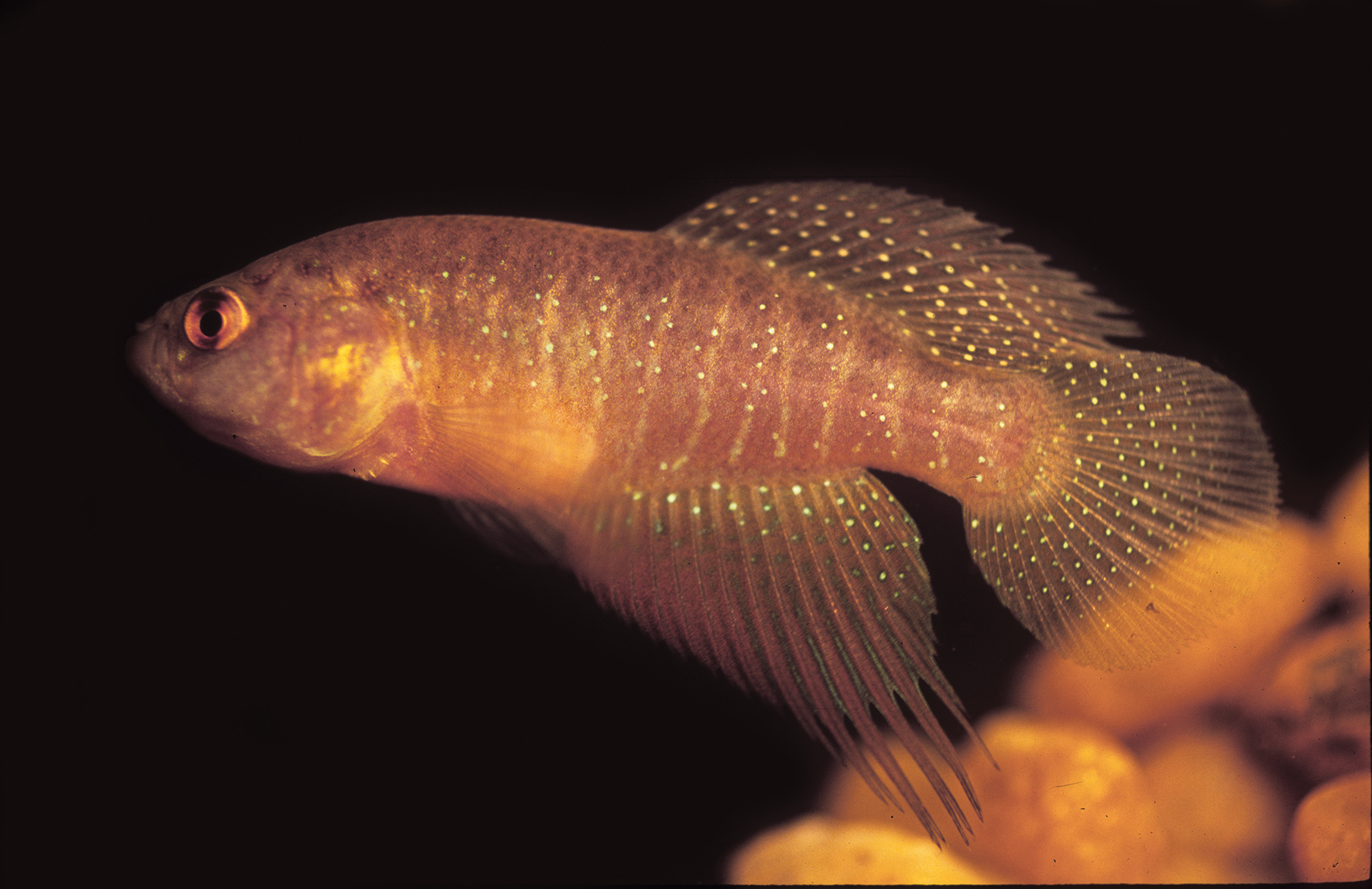
Cynolebias elegans

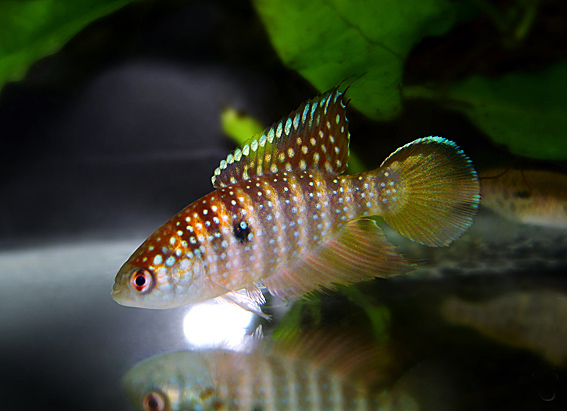
Hypsolebias notatus

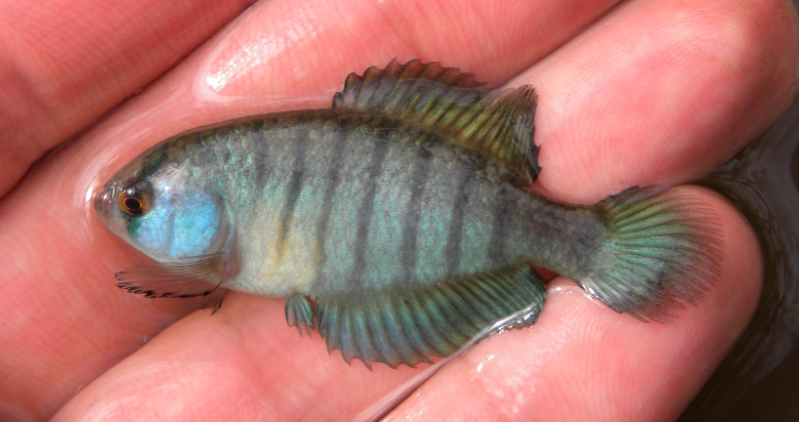
Austrolebias reicherti

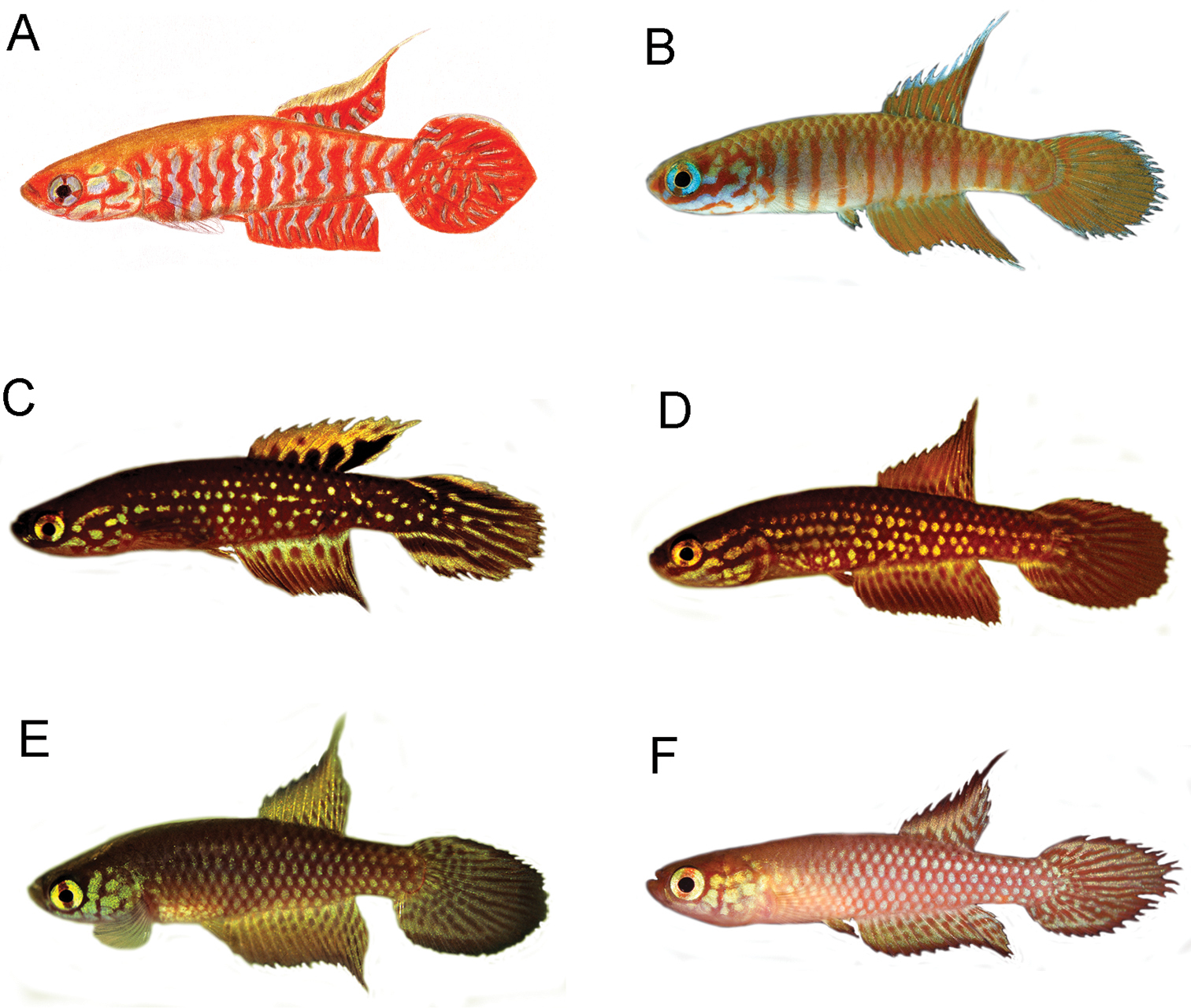
6 Leptopanchax-Arten

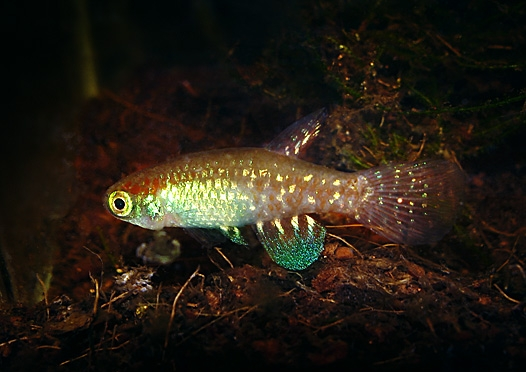
Plesiolebias glaucopterus

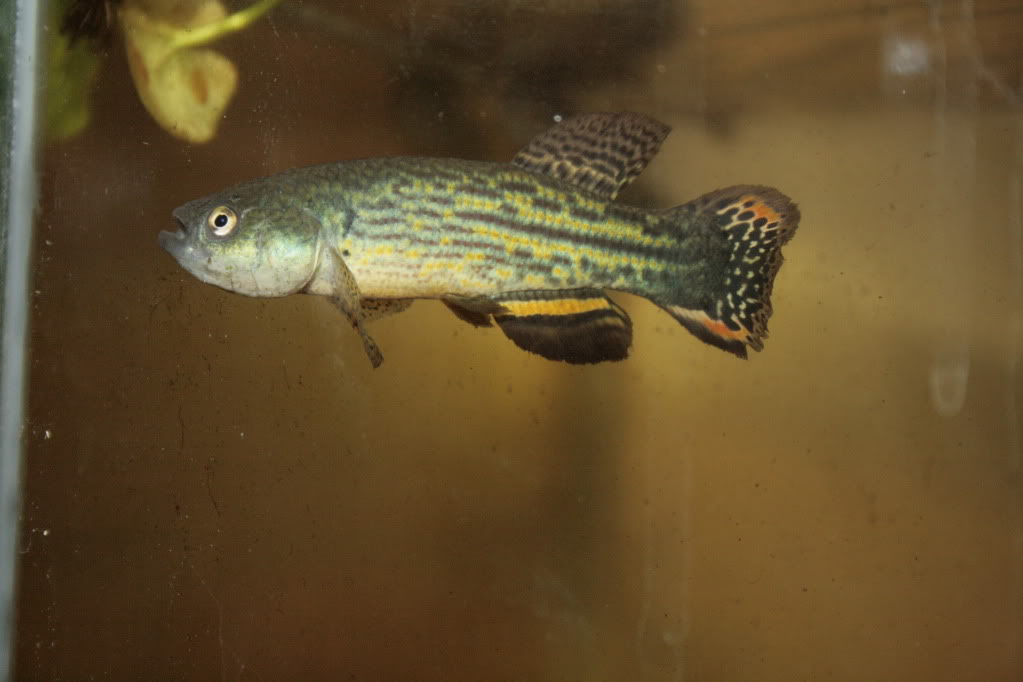
Neofundulus paraguayensis

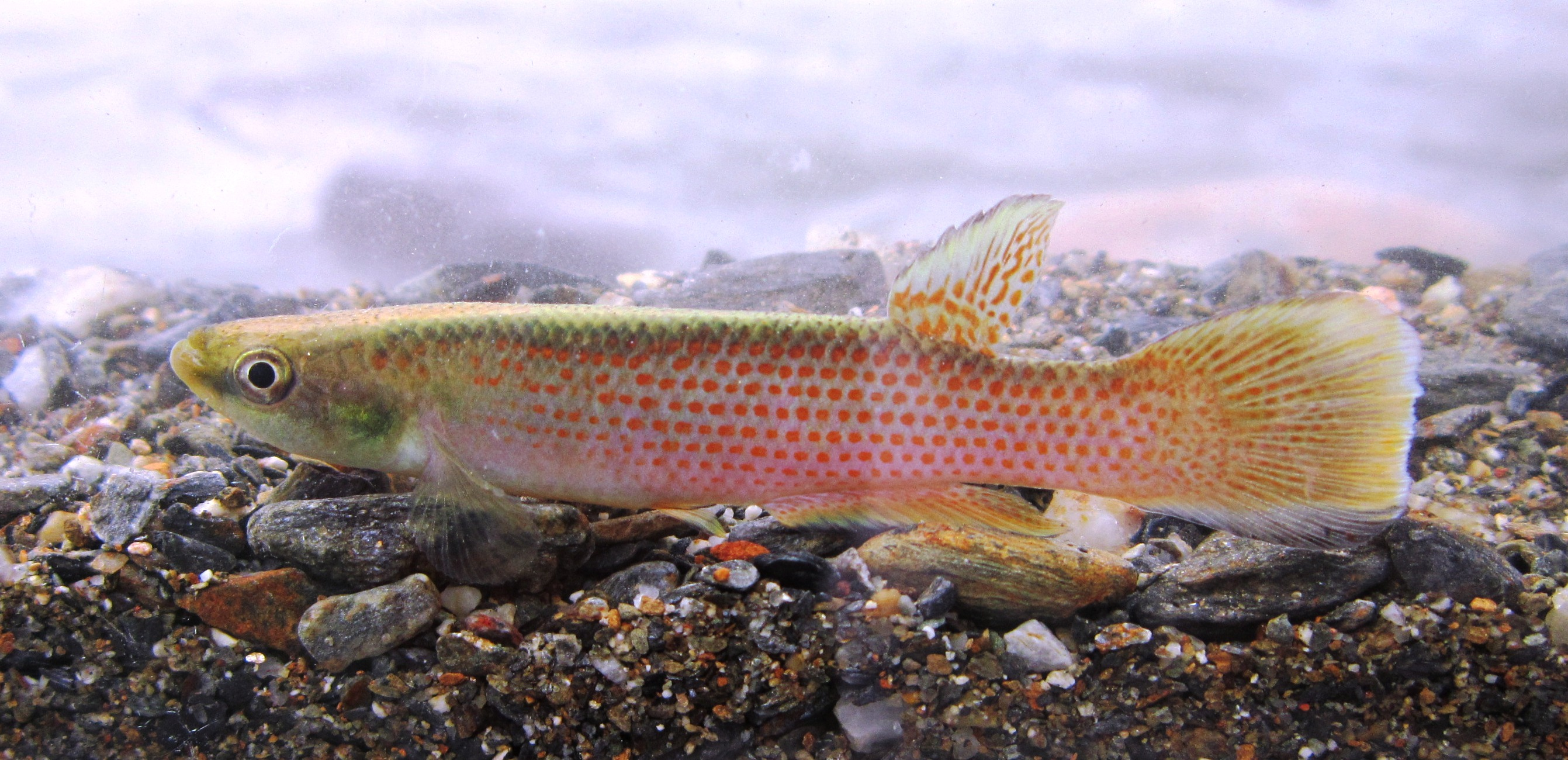
Cynodonichthys cf. azurescens

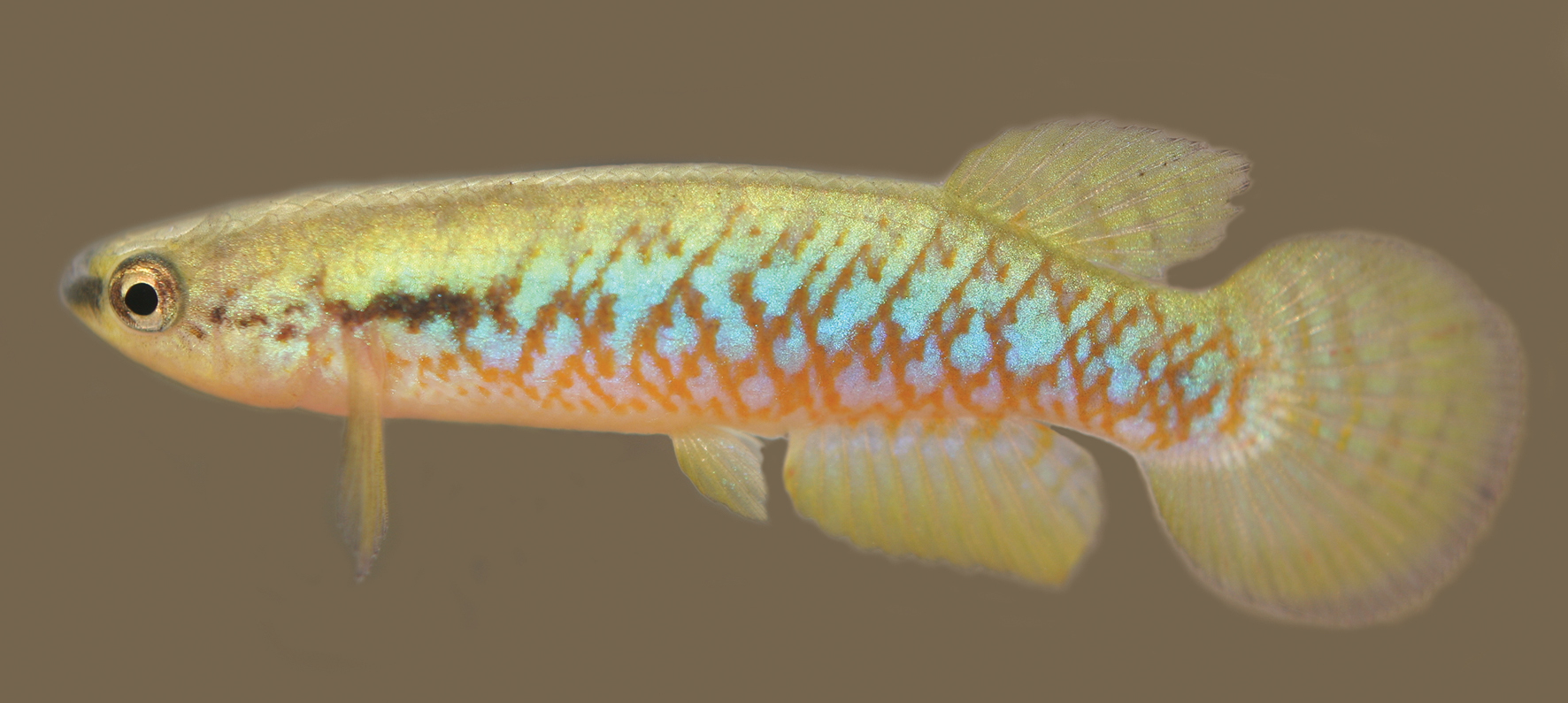
Melanorivulus scalaris

Die Namen der Familie Rivulidae und der Unterfamilie Rivulinae sind durch Rivulini Grote, 1895, einem Tribus der Eulenfalter, präokkupiert. Um diesem Problem aus dem Weg zu gehen, haben einige Wissenschaftler anstelle des Namens Rivulidae den Namen Cynolebiidae verwendet. Im April 2019 wurde ein Antrag an die Internationale Kommission für Zoologische Nomenklatur (ICZN) gestellt, den Tribus innerhalb der Familie der Eulenfalter zu Rivulaini umzubenennen. Über diesen Antrag wurde von der ICZN allerdings noch nicht entschieden. Das bedeutet, dass die Namen Rivulidae, Rivulinae und Rivulini aktuell sowohl für diese Fische, als auch für die Falter verwendet werden können.

## Innere Systematik
Die Familie Rivulidae wird in drei Unterfamilien unterteilt.
- Unterfamilie Cynolebiinae Hoedeman, 1961
  - Tribus Cynolebiini Hoedeman, 1961

- Austrolebias Costa, 1998
- Cynolebias Steindachner, 1876
- Hypsolebias Costa, 2006
- Nematolebias Costa, 1998
- Ophthalmolebias Costa, 2006
- Simpsonichthys Carvalho, 1959
- Spectrolebias Costa & Nielsen, 1997
- Xenurolebias Costa, 2006

- Tribus Cynopoecilini Costa, 1990

- Campellolebias Vaz-Ferreira & Sierra de Soriano, 1974
- Cynopoecilus Regan, 1912
- Leptolebias Myers, 1952
- Leptopanchax Costa, 2016
- Mucurilebias Costa, 2014
- Notholebias Costa, 2008

- Unterfamilie Kryptolebiatinae Costa, 2004

- Kryptolebias Costa, 2004

- Unterfamilie Rivulinae Myers, 1925
  - Tribus Rivulini Myers, 1925

- Laimosemion Huber 1999
- Millerichthys Costa, 1995
- Rivulus Poey, 1860

- Tribus Neofundulini Costa, 1990

- Anablepsoides Huber, 1992
- Atlantirivulus Costa, 2008
- Cynodonichthys Meek, 1904
- Melanorivulus Costa 2006

- Untertribus Neofundulina Costa, 1990

- Austrofundulus Myers, 1932
- Gnatholebias Costa, 1998
- Llanolebias Hrbek & Taphorn, 2008
- Micromoema Costa, 1998
- Moema Costa, 1989
- Neofundulus Myers, 1924
- Pterolebias Garman, 1895
- Rachovia Myers, 1927
- Renova Thomerson & Taphorn, 1995
- Terranatos Taphorn & Thomerson, 1978
- Trigonectes Myers, 1925

- Untertribus Plesiolebiina Costa, 1990

- Maratecoara Costa, 1995
- Papiliolebias Costa, 1998
- Pituna Costa, 1989
- Plesiolebias Costa, 1989
- Stenolebias Costa, 1995

- Position in der Familie Rivulidae unklar

- Prorivulus Costa, 2004